# Tettigidea acuta
Tettigidea acuta är en insektsart som beskrevs av Morse 1895. Tettigidea acuta ingår i släktet Tettigidea och familjen torngräshoppor. Inga underarter finns listade i Catalogue of Life.